# 李法曾
李法曾（1941年—2023年12月6日），河北肃宁人，中国影视、话剧演员。一级演员，中央实验话剧院演员兼副院长。1964年毕业于中央戏剧学院。他凭借电视剧《诸葛亮》，获第六届中国电视剧飞天奖最佳男主角奖。
妻子是演员赵敏芬。